# Alice Academy
Alice Academy (jap. 学園アリス, Gakuen Arisu) ist eine Manga-Serie der japanischen Zeichnerin Tachibana Higuchi, die sich dem Shōjo-Genre zuordnen lässt. Der Manga wurde auch als Anime-Fernsehserie umgesetzt.
Die Handlung dreht sich um ein junges Mädchen, das in einer speziellen Schule ausgebildet wird. Dort lernen Kinder mit besonderen übernatürlichen Fähigkeiten, sogenannten Alice.

## Inhalt

### Handlungsumfeld und Vorgeschichte
In der Alice Academy werden Schüler unterrichtet, die übernatürliche Fähigkeiten besitzen. Diese Fähigkeiten werden wie deren Besitzer Alice genannt; es kann sich dabei beispielsweise um Telekinese oder die Fähigkeit zu schweben handeln. Ein Schüler kann in seltenen Fällen auch zwei oder drei dieser Fähigkeiten besitzen. Ziel der Alice Academy ist es, die Schüler so auszubilden, dass sie ihre Kräfte kontrollieren können, um sie später für die Gesellschaft einzusetzen. Dabei ist die Schule von der Außenwelt abgeschottet und es gibt für die Schüler nur wenige Kontakte nach außen. Die Lehrer leben daher auch auf dem Gelände der Schule, die in einem großen Wald mitten in Tokio gelegen ist. Dies alles soll dem Schutz der Schüler dienen, denn die Regierung befürchtet, dass deren Kräfte missbraucht werden könnten. Die Alice werden in fünf Gruppen eingeteilt, die nach ihren Fähigkeiten voneinander abgegrenzt werden. Die Schüler der einzelnen Gruppen werden voneinander getrennt untergebracht und unterrichtet. In der Schule befinden sich Grund-, Mittel- und Oberschule, in denen die Schüler zusätzlich durch Sternenränge hierarchisiert sind. Diese können aus bis zu drei Sternen oder auch einem Spezialrang bestehen und geben an, wie gut die Alice ihre Kräfte beherrschen und wie stark diese ausgeprägt sind.
Über die Alice Academy ist in der Bevölkerung wegen der Abschottung nur sehr wenig bekannt und es kursieren verschiedene Verschwörungstheorien. Die Organisation Z will die Alice Academy abschaffen und die Kinder auf normale Schulen gehen lassen. Laut der Organisation werden die Kinder in der Academy vom Staat ausgenutzt und schlecht behandelt. Ein Mitglied der Organisation ist das Mädchen Yuka, die während ihrer Zeit an der Alice Academy eine Beziehung mit ihrem Lehrer einging und schwanger wurde. Der Lehrer wurde getötet und Yuka verließ mit Hilfe des Bruders des Lehrers die Academy und gebar bei ihrer besten Freundin das Mädchen Mikan Sakura, das dann bei ihrem Großvater auf dem Land aufwuchs.

### Handlung
Die zehnjährige Mikan Sakura ist in einem kleinen Dorf bei ihrem Großvater aufgewachsen. Als Hotaru Imai in ihre Klasse kommt, freunden sich die beiden bald an. Doch Hotaru besitzt ein Erfinder-Alice und muss deshalb bald auf die Alice Academy. Mikan ist traurig über den Verlust ihrer besten Freundin und beschließt nach einiger Zeit, mit den Ersparnissen ihres Großvaters Hotaru auf die Schule zu folgen.
Vor den Toren der Schule trifft sie den Lehrer Narumi, der glaubt, dass Mikan eine Alice hat. Er will Mikan anmelden und sie ins Haupthaus zum Direktor der Schule bringen, begegnet zuvor jedoch noch dem Alice Natsume Hyūga, der gerade von der Schule fliehen will. Narumi spricht mit dem Direktor und teilt Mikan mit, dass sie unter Vorbehalt aufgenommen sei. Jedoch fällt es ihr schwer, sich einzuleben, da Hotaru ihr die kalte Schulter zeigt und Natsume und Luca, die „Schlüpfer-Diebe“, in ihrer Klasse sind. Doch als Mikan von anderen angegriffen wird, beschützt Hotaru sie und sie werden wieder Freunde. Aber nun verlangt Natsume von Mikan, dass sie, um von der Klasse akzeptiert zu werden, durch den gefährlichen Nordwald gehen soll.

### Charaktere
Mikan Sakura (佐倉 蜜柑)
Sie ist sehr liebenswürdig und hilfsbereit, weint ziemlich oft und regt sich immer schnell auf. Den Lehrer Narumi sieht sie als Vaterersatz und vertraut ihm blind. Ihr Alice ist das Selbstschutz-Alice und Diebstahl-Alice.
Hotaru Imai (今井 蛍)
Hotaru zeigt nur ungern ihre Gefühle, tut aber, was sie denkt, ist durchsetzungsfähig und hilfsbereit. Zudem ist sie recht geizig und geldgierig. Ihr Alice ist das Erfinder-Alice.
Natsume Hyūga (日向 棗)
Natsume ist meist sehr kühl und lächelt nie. Er wurde in die Gefahrengruppe eingeteilt und ist in der Schule berüchtigt und gefürchtet. Da er die Academy hasst, versucht er häufig zu flüchten. Nach und nach entwickelt er Gefühle für Mikan. Sein Alice ist das Feuer-Alice.
Luca Nogi (乃木 流架, Nogi Ruka)
Luca versteckt meist seine Sensibilität, kommt jedoch gut mit Mikan aus. Er ist auch mit Natsume befreundet sowie mit Hotaru und Tobita. Meistens trägt er ein weißes Kaninchen auf dem Arm mit sich herum. Sein Alice ist das Tierpheromon-Alice.
Narumi (鳴海)
Der Lehrer Narumi betreut die Klasse 1B, ist immer freundlich und hilft seinen Schülern. Auch versucht er seine Schüler so gut zu beschützen, wie es ihm möglich ist, und sie auf den richtigen Weg zu bringen. Sein Alice ist das Pheromon-Alice.
Yū Tobita (飛田 裕)
Der Klassensprecher aus 1B. Freundlich und großzügig hilft er Mikan gerne. Allerdings ist er ein bisschen ängstlich. Sein Alice ist das Illusions-Alice, mit dem er Illusionen für andere erschaffen kann.
Sumire Shōda (正田 スミレ)
Sie ist die Oberzicke der Klasse 1B und Vorsitzende in Natsumes und Lucas Fanclub. Sie verehrt die beiden, außerdem stört sie sich an Mikan und anderen weniger beliebten Mitschülern, hat jedoch einen netten Kern. Sie hat ein Katz-Hund-Alice, was ihr gestattet, sich zugleich in Katze und Hund zu verwandeln.
Tsubasa Andō (安藤 翼)
Er ist der Sempai von Mikan und wie Natsume in der Gefahrengruppe. Er liebt Misaki und ist recht frech, aber auch sehr liebenswert. Er neckt gerne Mikan und nennt sie Zwerg. Außerdem kann er Tono nicht gut leiden, da er von ihm als kleines Kind geärgert wurde. Er hat ein Schattenspieler-Alice, womit er die Bewegungen andere Leute im Schatten kontrollieren kann.
Misaki Harada (原田 美咲)
Sie ist eine beliebte Studentin in der Mittelschule. Sie ist in der Sondergruppe und sehr nett und liebenswert. Wenn man
sie fragt, ob sie und Tsubasa ein Paar sind, ignoriert oder verneint sie das. Später kommen sie und Tsubasa Ando jedoch zusammen. Sie hat einen Doppelgänger-Alice, womit sie sich selbst verdoppeln kann.
Misaki-sensei (岬先生)
Er ist ein Lehrer der Technogruppe und ebenfalls Biologie-Lehrer. Er ist mit Narumi befreundet, auch wenn er meistens seinetwegen leiden muss.
Er ist sehr beliebt bei seinen Schülern. Sein Alice ist Pflanzen-Manipulation, womit er das Pflanzenwachstum manipulieren kann, etwa einer Peitschenbohne, die oft von Naru gestohlen wird.
Persona/Rei Serio (ペルソナ / 芹生 零, Perusona / Serio Rei)
Er ist einer der grausamsten Menschen auf der Academy, größtenteils aufgrund seines Alice. Er tötete durch einen Wutausbruch versehentlich Mikans Vater. Sein Alice wirkt verdorrend, hat jedoch keinen Namen. Bereits eine Berührung kann tödliche Folgen haben, nur vier Personen haben eine Berührung überlebt: Subaru, Hotarus Bruder, aufgrund seines Heil-Alice, Mikan dank ihres Diebes-Alice, und Narumi, da Mikan es für ihn stahl. Die Letzte ist Nobara, die geheilt wurde, indem Mikan ihr die Alice-Steine mit ihrem Alice entzog.
Yuka Azumi (安積　柚香)
Sie ist Mikans Mutter. Sie erlebte eine schwere Zeit, als ihre Eltern sie der Academy überließen, um sich selbst und ihren kleinen Bruder durch das Geld zu retten. Yukas erste und letzte Liebe war und ist Izumi Yukihara. Er war Lehrer an der Academy und der kleinere Bruder vom Oberschuldirektor. Weil die Academy Izumi ermordet hat, brach sie aus und ging zur Gruppe Z, wo sie gegen die Academy kämpfte. Davor brachte sie ein gemeinsames Kind von Izumi zur Welt, Mikan, die sie aber ihrem Großvater überließ. Als Kind hatte sie ein Teleport-Alice, dann entdeckte sie noch ihr Diebes-Alice, damit konnte sie andere Alices stehlen und sich selbst oder anderen aneignen. Diese Alice übertrug sich auf Mikan.
Izumi Yukihara (行平 泉水)
Er ist Mikans Vater, allerdings starb er schon lange vor ihrer Geburt durch Persona. Er war ein aufrichtiger Mensch, mit ähnlichen Charakter wie Mikan, nur das er gelassener war. Fast die ganze Academy liebte ihn. Er war als Lehrer der Sonderklasse tätig und hatte ein Selbstschutz-Alice, dass sich auf Mikan übertrug.

## Veröffentlichungen
Der Manga Alice Academy von Tachibana Higuchi erschien in Japan von Ausgabe 19/2002 (Anfang September 2002) bis 14/2013 (20. Juni 2013) in Einzelkapiteln im Manga-Magazin Hana to Yume des Verlags Hakusensha. Diese Einzelkapitel wurden auch in 31 Sammelbänden zusammengefasst.
Die Serie wurde auf Englisch von Tokyopop herausgegeben, das bis zur Schließung der US-Abteilung 16 Bände veröffentlichte. Sie erscheint auf Spanisch bei Glénat. Auf Deutsch erschien Alice Academy seit Oktober 2005 im Daisuki-Magazin bei Carlsen Comics. Der Verlag veröffentlichte 18 Sammelbände, 2013 wurde die Serie eingestellt. Die Übersetzung stammt von Nina Olligschläger.

## Adaptionen

### Anime
Die Animationsstudios Group TAC und Aniplex produzierte zum Manga eine 26-teilige Anime-Fernsehserie bei der Takahiro Omori Regie führte. Das Charakter-Design stammt von Yoshiaki Ito, die künstlerische Leitung übernahm Yoshinori Hishinuma. Die Serie wurde vom 30. Oktober 2004 bis zum 14. Mai 2005 auf dem japanischen Fernsehsender NHK ausgestrahlt.
Die Serie wurde auf Englisch auf Animax-asia ausgestrahlt und von Rose Entertainment auf Spanisch veröffentlicht. Des Weiteren wurde der Anime vom Sender ABS-CBN auf Tagalog ausgestrahlt.

#### Synchronisation
| Rolle         | japanischer Sprecher (Seiyū) |
| ------------- | ---------------------------- |
| Mikan Sakura  | Kana Ueda                    |
| Hotaru Imai   | Rie Kugimiya                 |
| Natsume Hyūga | Romi Paku                    |
| Luca Nogi     | Miwa Yasuda                  |
| Narumi        | Akira Ishida                 |

#### Musik
Die Hintergrundmusik der Serie wurde von Makoto Yoshimori komponiert, Tonregie führte Yoshikazu Iwanami. Der Vorspanntitel Pikapika no Taiyō (ピカピカの太陽) sowie das Lied zum Abspann, Shiawase no Niji (幸せの虹), wurden von Kana Ueda gesungen, die auch den Hauptcharakter spricht. Beim Abspann singt außerdem Rie Kugimiya.

### Fanbook
Es gab zwei offizielle Fanbooks zur Manga-Serie. Das erste (Band 7.5) erschien März 2005 und beinhaltet Daten bis Band 7 der Serie. Das zweite (Band 25.5) erschien September 2011 und ist auf dem Stand von Band 25.
Im Mai 2007 wurde ein offizielles Artbook zur Serie veröffentlicht. Im Oktober 2011 folgte ein Bilderbuch zum Üben der Hiragana-Zeichen. Darüber hinaus gab es auch ein Pika Pika SP Fanbook, das im Magazin Hana to Yume erschien.

### Hörspiel
Zu der Serie wurden drei Hörspiel-CDs veröffentlicht, in denen dieselben Sprecher wie in der Serie sprechen. Sie wurden zuerst auf einem Internet-Radio-Programm gesendet und sind 2006 auf CD erschienen.
- Gakuen Alice: Love Potion Chūihō (SVWC-7329) (18. Januar 2006)
- Gakuen Alice: Mono Wasure Machine (SVWC-7332) (22. Februar 2006)
- Gakuen Alice: Chocolate Holic (SVWC-7342) (24. März 2006)

### Videospiel
Am 18. November 2004 erschien Gakuen Alice – Doki Doki Fushigi Taiken (学園アリス〜ドキドキ☆不思議たいけん, dt. „Schulhof-Alice – Herzklopfen: Ein wundersames Erlebnis“) für den Game Boy Advance. Am 22. Juni 2006 folgte Gakuen Alice – Kira Kira Memory Kiss (学園アリス〜きらきら★メモリーキッス, dt. „Schulhof-Alice – Funkeln: Ein Erinnerungskuss“) für die Konsole PlayStation 2 in Japan veröffentlicht. Diesem folgte am 19. April 2007 ein Nintendo-DS-Spiel namens Gakuen Alice: Waku Waku Happy Friends (学園アリス〜わくわく ハッピー★フレンズ, dt. „Schulhof-Alice – Nervosität: Glückliche Freunde“).